# Roland Harrah III
Roland Edward Harrah, noto come Roland Harrah III (Denver, 20 gennaio 1973 – Riverside, 3 gennaio 1995), è stato un attore, musicista e cantante statunitense.

## Biografia
Roland Harrar III nasce a Denver il 20 gennaio 1973, inizia la carriera giovanissimo, infatti all'età di 11 anni debutta in un episodio della serie televisiva Magnum, P.I.. Harrah interpreta di solito ruoli appartenenti al Vietnam, come nel film Missing in Action III dove è il figlio del colonnello James Braddock interpretato da Chuck Norris, e come in un episodio della serie TV Airwolf con Jan-Michael Vincent.
Roland faceva parte delle associazioni American Federation of Television and Radio Artists (AFTRA) e Screen Actors Guild (SAG).

### La morte
Roland Harrar si suicidò il 3 gennaio 1995 a 21 anni. Riposa nel cimitero Pierce Brothers Crestlawn Memorial Park di Riverside in California.

## Filmografia

### Cinema
- Kung Fu: The Movie, regia di Richard Lang (1986)
- Braddock: Missing in Action III, regia di Aaron Norris (1988)
- Shadow of China (1990)

### Televisione
- Magnum, P.I., episodio L'abito non fa il monaco (Tran Quoc Jones) (1984)
- Airwolf, episodi Half-Pint (1985) e Birds of Paradise (1986)
- Top secret, episodi L'uomo che morì due volte (The Man Who Died Twice) (1986)

## Premi
- Young Artist Awards
  - Nomination al Miglior giovane attore per l'eccezionale performance come guest star nella serie televisiva Airwolf.
  - Nomination al Miglior giovane attore per l'interpretazione nel film drammatico-d'azione Braddock: Missing in Action III